# The Round-Up (pel·lícula de 1920)
The Round-Up és una pel·lícula muda dirigida per George Melford i protagonitzada per Roscoe Arbuckle, entre d'altres. La pel·lícula, basada en l'obra de teatre homònima d'Edmund Day, es va estrenar el 10 d'octubre de 1920. Arbuckle, que havia arribat a ser una estrella amb els seus curts de comèdia slapstick va ser contractat per la Paramount i la primera pel·lícula en que va actuar va ser aquest western dramàtic. Tot i el seu aspecte tan poc convencional, la pel·lícula va resultar ser un dels èxits de crítica més grans.

## Argument
L'enginyer Dick Lane no torna d'Arizona com s'esperava cosa que desespera la seva xicota, Echo Allen. Jack Payson, que està molt enamorat d'ella, enganya la noia amb el fals testimoni d'un facinerós, Buck McKee, i li fa creure que Dick ha estat assassinat pels indis. Ella ho acaba assumint per lo que accepta casar-se amb Jack. La nit abans de les noces, Dick torna i Jack el fa fora després de cobrar els tres mil dòlars que el jove enginyer li devia. Buck McKee és l'únic testimoni de la trobada. Aquest ha robat i assassinat un oficial del correu exprés i veu l'oportunitat de fer recaure en Jack les sospites del fet.
Per tal de demostrar la seva innocència, Jack explica a Echo l'origen dels tres mil dòlars i ella li mana de sortir a buscar Dick. El xèrif Slim Hoover segueix Jack creient les acusacions de McKee. Quan Jack troba Dick es veuen envoltats per una escaramussa entre indis renegats i la cavalleria mexicana. Dick és ferit mortalment. El xèrif Slim Hoover arriba just en aquell moment i els rescata amb l'ajut de la cavalleria dels Estats Units. Abans de morir, Dick perdona Jack i explica al xèrif que ell va donar aquells diners a Jack per lo que aquest queda exonerat de tota sospita. Jack i Echo es reconcilien.

## Repartiment
- Roscoe Arbuckle (Slim Hoover)
- Mabel Julienne Scott (Echo Allen)
- Irving Cummings (Dick Lane)
- Tom Forman (Jack Payson)
- Wallace Beery (Buck McKee)
- Jean Acker (Polly Hope)
- Guy Oliver (oncle Jim)
- Jane Wolfe (Josephine)
- Fred Huntley (Sagebrush Charlie)
- George Kuwa (nen xinès)
- Lucien Littlefield (Parenthesis)
- Chief Red Fox
- Molly Malone
- Buster Keaton (indi, no acreditat)